# Якобсен, Юлиан
Юлиан Якобсен (дат. Julian Jakobsen; род. 11 апреля 1987, Ольборг, Северная Ютландия) — датский хоккеист нападающий.

## Карьера
Начинал свою карьеру в команде из родного Ольборга. Затем он перешёл в более сильный клуб «Оденсе Бульдогс». В его составе Якобсен дважды выигрывал Кубок страны по хоккею. Вскоре хоккеиста заметили в Швеции. В 2009 оду нападающий подписал контракт с «Сёдертелье». Два сезона Якобсен отыграл в Шведской элитной серии, однако затем датчанин вместе со своей командой покинул его. С 2012 года он выступает за немецкий «Гамбург Фризерс». В 2016 году вернулся в свой родной клуб и в 2018 году стал чемпионом Дании.
За сборную Дании Якобсен играет на всех крупных турнирах, начиная с 2009 года. До этого он входил в состав юниорской и молодёжной команды страны.

## Достижения
- Чемпион Дании: 2018
- Обладатель Кубка Дании (2): 2007, 2009